# 贾晓东 (1921年)
贾晓东（1921年1月13日—2010年7月15日），男，直隶（今河北）正定人，中国人民解放军开国上校、中国人民解放军第23军副军长、哈尔滨铁路局党委书记。

## 生平
1936年1月参加晋绥军七十师当兵，任班长，排长，后在中央军四十六师（1938年1月，军政部就以第四十六师师部及少量官兵与国民革命军教导总队合编成新的第四十六师，师长桂永清、副师长李良荣）任排长，中尉副官及代连长。1939年10月离开军队进入民族革命大学学习，任区队长。1940年8月奔赴革命圣地延安，先后进入延安抗大三分校，延安军事学院参谋训练大队学习。 1942年加入中国共产党，先后在八路军陕甘宁边区留守兵团警备旅警三团、警备旅警一团、警备旅司令部历任参谋，参谋长等职。 第二次国共内战期间，先后担任冀热辽军区独立十六旅作战科科长，冀热辽军区十六旅独立四十七团参谋长，热河独立旅二团团长，热河独立大队大队长，东北军大冀热辽分校（驻建西县平庄）第三期第十二队（由地方干部学员组成的参谋训练队）队长，第三大队副大队长，四野南下工作团二分团三大队副大队长等职。
1950年1月进入南京军事学院基本系学习。毕业后，先后担任沈阳军区司令部军训处战术科科长、副处长，沈阳军区司令部军训部常务副部长，陆军第二十三军副参谋长、参谋长、副军长等职务。1955年被授予中校军衔，1962年晋升为上校军衔。曾荣获中华人民共和国独立自由勋章、解放勋章和中国人民解放军独立功勋荣誉章。文革期间，曾担任过哈尔滨铁路局革委会主任和党委书记。